# Daniel Schatzberger
Daniel Schatzberger var en pärlstickare, verksam under 1600-talets andra hälft.
Schatzberger var huvudsakligen verksam med standarder och fanor. För överste Baranoff rytteriregemente utförde han ett antal standarder som finns bevarade på Köpenhamns tyghus (Krigsmuseet). Standaren för Östgöta kavalleri finns bevarade på Livrustkammaren och Köpenhamns tyghus samt standaret för överste Otto Vellingks rytteriregemente finns i Sankt Petersburg.  